# Bahnhof Furze Platt

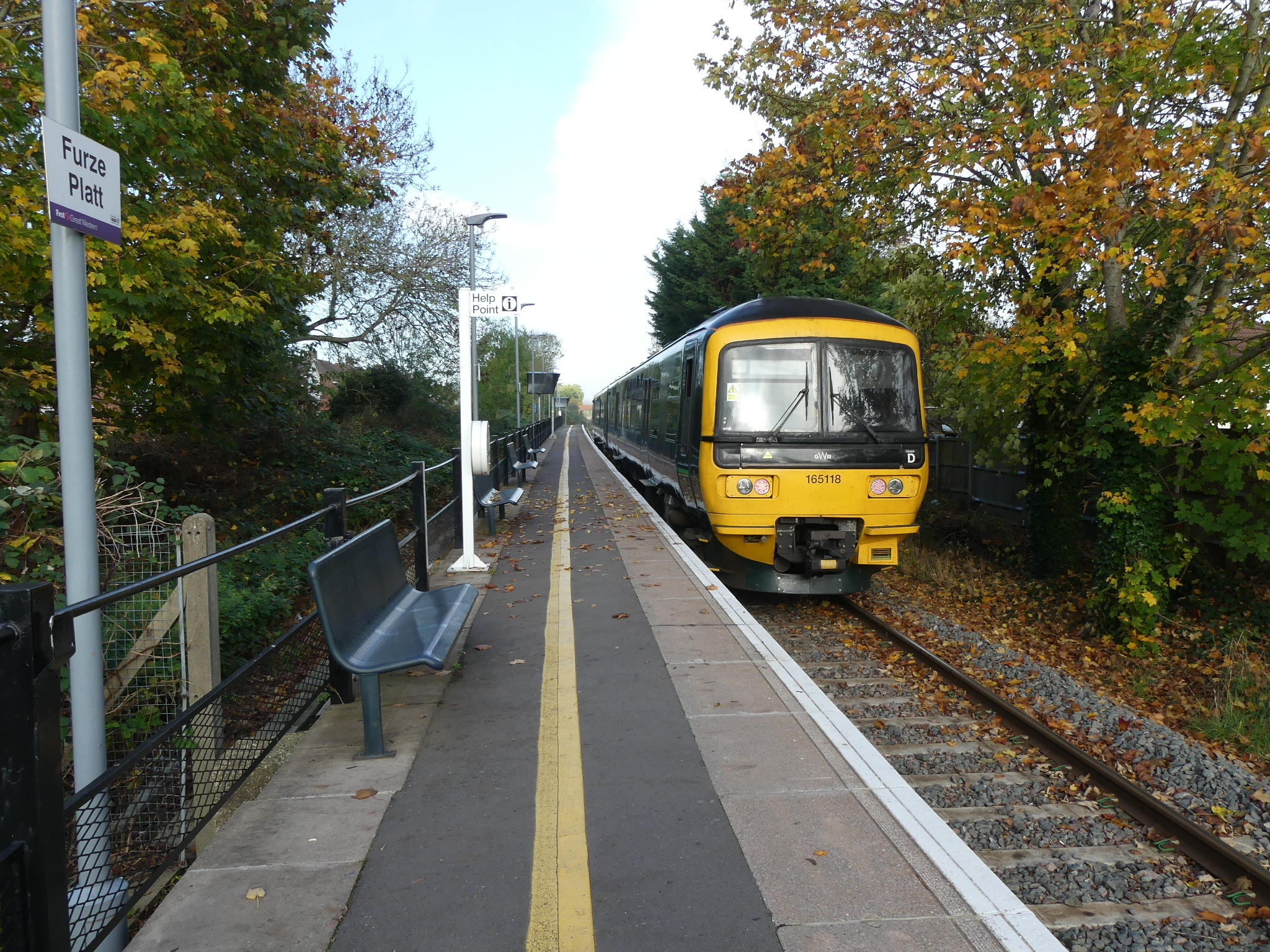
Bahnhof Furze Platt (2022)

Der Bahnhof Furze Platt (englisch Furze Platt station, betriebliche Abkürzung: FZP) ist ein Bahnhof in der Stadt Maidenhead in England.
Eröffnet wurde Furze Platt als Haltestelle am 5. Juli 1937, um der wachsenden Bevölkerung der Stadt gerecht zu werden. Die Bahnlinie zwischen Marlow und Cookham bestand jedoch schon seit 1854 und wurde von der Great Western Railway betrieben. 
Die British Rail, damalige staatliche Eisenbahngesellschaft für den Landesteil Großbritannien, benannte die Station am 5. Mai 1969 von Furze Platt Halt in Furze Platt um. Im Erfassungszeitraum 2016/17 wurde der Bahnhof von etwa 180.000 Fahrgästen benutzt.
Stündlich, in den Hauptverkehrszeiten halbstündlich, fahren Züge der Great Western Railway nach Maidenhead und Marlow.
Der unmittelbar an die Station angrenzende Bahnübergang gilt als einer der am häufigsten missachteten an der Western Route. Im Jahr 2014 wurden 31 Vorfälle aktenkundig, darunter eine Beinahekollision.
In Richtung Norden bestand ursprünglich Anschluss an die Chiltern Main Line.